# Саммит ШОС (2020)
Саммит Шанхайской организации сотрудничества—2020 (кит. упр. 2020年上海合作组织峰会, англ. Summit of the Shanghai Cooperation Organization—2020) — ежегодная встреча глав государств — членов организации, прошедшая в 20-й раз 10 ноября 2020 года в режиме видеоконференции.

## Предыстория
Это был уже шестой по счёту саммит Шанхайской организации сотрудничества под председательством России начиная с 1996 года, когда прошёл первый саммит в Шанхае. Ранее местами его проведения становились:
- Москва (дважды: в 1997 (встреча в формате «Шанхайской пятёрки») и 2003 гг.);
- Санкт-Петербург (2002);
- Екатеринбург (2009);
- Уфа (2015)[3].

Изначально саммит должен был состояться 22—23 июля 2020 года в очном формате в Челябинске, который к тому моменту на протяжении нескольких лет активно продолжал готовиться к его проведению. Об этом  президент России Владимир Путин объявил на бишкекском саммите в июне 2019 года.
Чуть позже в июле того же года во время встречи главы российского государства с губернатором Челябинской области Алексеем Текслером во втором по величине городе на Южном Урале — Магнитогорске стало известно, что главные мероприятия саммита ШОС–2020 с участием глав государств пройдут в Санкт-Петербурге, который уже принимал подобный форум ещё в 2002 году.
Однако пандемия коронавируса внесла свои коррективы, в результате чего саммит прошёл в режиме видеоконференцсвязи.

## Участники

### Главы государств и делегаций
Страна-хозяйка и лидер выделены жирным шрифтом. Главы остальных государств — членов и государств — наблюдателей организации указаны в алфавитном порядке русского языка.
- Россия — президент Владимир Путин (председатель)
- Афганистан — президент Ашраф Ахмадзай
- Беларусь — премьер-министр Роман Головченко
- Индия — премьер-министр Нарендра Моди
- Иран — министр иностранных дел Мохаммад Джавад Зариф
- Казахстан — президент Касым-Жомарт Токаев[12]
- Китай — председатель Си Цзиньпин[13]
- Кыргызстан — и. о. президента, премьер-министр Садыр Жапаров
- Монголия — президент Халтмаагийн Баттулга
- Пакистан — премьер-министр Имран Хан
- Таджикистан — президент Эмомали Рахмон
- Узбекистан — президент Шавкат Мирзиёев[14]

### Руководители постоянно действующих органов ШОС
- генеральный секретарь Владимир Норов
- директор Исполнительного комитета Региональной антитеррористической структуры Джумахон Гиясов

### Руководители международных организаций
- ООН — генеральный секретарь Антониу Гутерриш[15]

## Повестка дня
В ходе саммита главы государств обсудили влияние пандемии на современный мир, ситуацию в зонах внешних конфликтов, недопустимость вмешательства во внутренние дела государств, объединение усилий в борьбе с современными вызовами и угрозами, сотрудничество в сфере цифровой экономики.

## Результаты
По итогам саммита была подписана Московская декларация глав государств — членов ШОС.
Также утверждён план по реализации Стратегии развития организации до 2025 года на период 2021—2025 гг.
Приняты следующие заявления:
- в связи с 75-летием Победы во Второй мировой войне;
- о противодействии распространению террористической, сепаратистской и экстремистской идеологии, в том числе в сети Интернет;
- о сотрудничестве в области обеспечения международной информационной безопасности;
- о противодействии наркоугрозе;
- о совместном противодействии новой коронавирусной инфекции;
- о сотрудничестве в области цифровой экономики[18].

Председательство в организации на период 2020—2021 гг. перешло к Таджикистану.

## Галерея

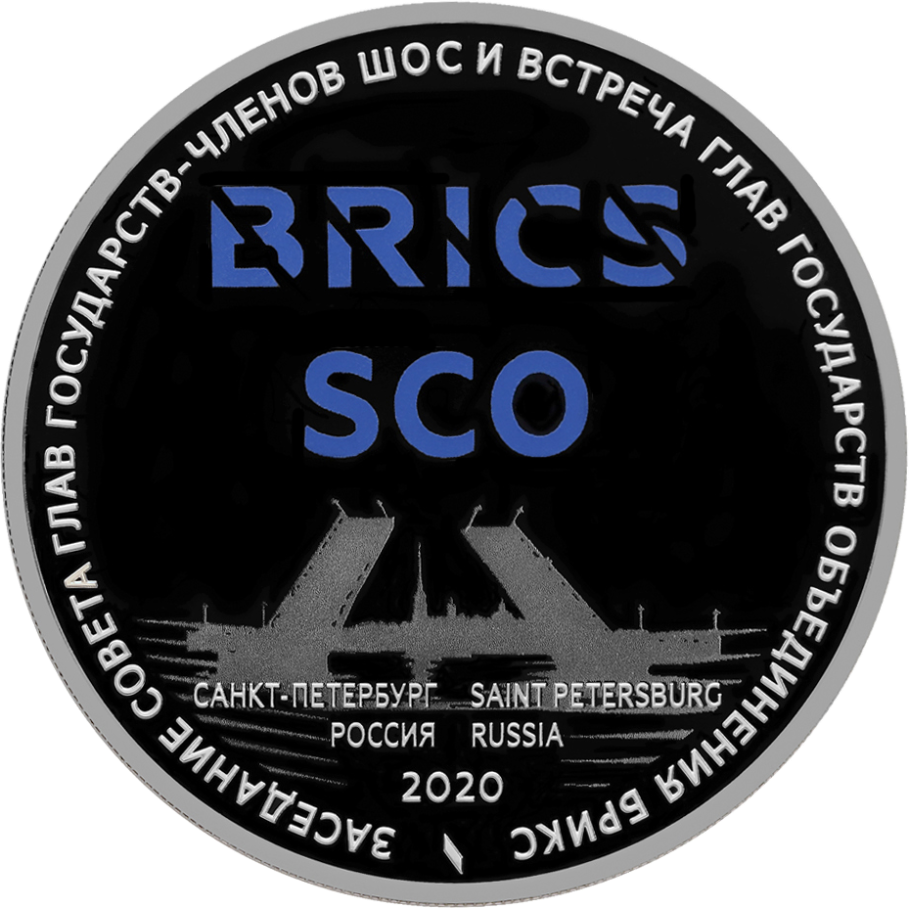
Монета, 2020 год. Россия. Заседание Совета глав государств – членов ШОС и встреча глав государств, входящих в объединение БРИКС, в 2020 году под председательством Российской Федерации